# Bergamasker Alpen
Die Bergamasker Alpen (ital. Alpi Orobie) sind eine Gebirgsgruppe der Südalpen in Norditalien. In Italien spricht man – je nach Zugehörigkeit zur Provinz bzw. Talschaft des Veltlin von den Alpi Orobie Bergamasche, den Alpi Orobie Lecchese, den Alpi Orobie Bresciane und den Alpi Orobie Valtellinesi. Der Hauptkamm erstreckt sich über eine Länge von etwa 80 km zwischen dem Comer See im Westen und dem Iseosee bzw. der Val Camonica im Osten. Im Norden grenzen sie an die Tallandschaft des Veltlin. Im Süden verlieren sie sich mit sanften Hügeln im Schutt der Po-Ebene.
Ein erheblicher Teil der Bergamasker Alpen, insbesondere der Süden, besteht aus Kalkstein, wobei sie sich von Voralpenhügeln bis zu über 2500 m hohe Gipfel mit ausgeprägten Wandbildungen aufschwingen. Höchste Gipfel der Kalkberge sind die über das Bivacco Città di Clusone erreichbare Presolana (2521 m) und der Pizzo Arera (2512 m). Aufgrund ihrer Lage südlich der Bruchzone der Periadriatischen Naht werden sie gemäß SOIUSA den Südalpen und mit ihren Kalkgebirgen den Südlichen Kalkalpen zugerechnet, gemäß AVE jedoch den Westlichen Ostalpen. Am steilen Nordabfall der Gruppe und auf weiten Bereichen des Hauptkammes ist nämlich der kristalline Sockel der Südalpen aufgeschlossen. Hier treten verbreitet Gneis und  metamorphe Schiefer auf.
Politisch gehören sie zu den Provinzen Lecco, Bergamo, Brescia und Sondrio der Region Lombardei.
Höchster Gipfel des Gebirges ist mit 3052 Metern der Pizzo di Coca. Auf dem vorwiegend von West nach Ost verlaufenden Hauptkamm erheben sich weiters – gereiht nach Höhe – u. a. der Pizzo Redorta (3038 m), Pizzo del Diavolo (2914 m), Monte Legnone (2609 m) und Pizzo dei Tre Signori (2554 m), sowie eine Vielzahl weiterer Gipfel zwischen 2500 m und knapp 3000 m. Der Passo di San Marco (1985 m) führt als einzige befahrbare Straße über den Hauptkamm der Bergamasker Alpen von dem im Veltlin gelegenen Morbegno südlich nach Mezzoldo.

## Biologie
Die Bergamasker Alpen sind bekannt für eine kleinräumig verbreitete Flora und Fauna. Durch die hier nur geringe Vereisung während der Kaltzeiten haben viele Arten hier die höchsten Eisstände überdauern können. Einige der bekanntesten Arten sind das Bergamasker Leinkraut und Comollis Veilchen. 2015 wurde hier die Mottenart Micropterix gaudiella als erst siebente der für die Alpen spezifischen Urmottenarten entdeckt.